# Racing Besançon
Racing Besançon là một câu lạc bộ bóng đá Pháp có trụ sở tại Besançon. Đội bóng được thành lập vào năm 1904-1905. Họ chơi ở Stade Léo Lagrange.